# Euchlaena albertanensis
Euchlaena albertanensis är en fjärilsart som beskrevs av Louis W. Swett 1917. Euchlaena albertanensis ingår i släktet Euchlaena och familjen mätare. Inga underarter finns listade i Catalogue of Life.